# Dombeya wittei
Dombeya wittei là một loài thực vật có hoa trong họ Cẩm quỳ. Loài này được De Wild. & Staner mô tả khoa học đầu tiên năm 1932.